# Нью-Торонто
Нью-Торонто — нейборгуд (район) і колишній муніципалітет у Торонто, Онтаріо, Канада. Нью-Торонто розташований у південно-західній частині Торонто, вздовж озера Онтаріо. Місто Нью-Торонто було засноване у 1890 році, і було спроектоване та сплановане як промисловий центр групою промисловців з Торонто, які відвідали Рочестер, Нью-Йорк. Спочатку Нью-Торонто був частиною міста Етобіко. Це був незалежний муніципалітет з 1913 по 1967 рік, будучи одним із колишніх «Муніципалітетів Лейкшор», які пізніше були об’єднані в округ Етобіко, а потім увійшли в склад Торонто. Мікрорайон зберіг свою назву до сьогодні і мешканці Етобіко досі послуговуються нею.

## Межі
Нью-Торонто межує з озером Онтаріо на півдні, західною межею є Двадцять третя вулиця (на південь від Лейк-Шор бульвару) і середина між Двадцять Другою та Двадцять Четвертою вулицями (на північ від Лейк-Шор бульвару). На півночі Нью-Торонто обмежене магістраллю Канадської національної залізниці і Дуайт авеню на сході. Східніше Нью-Торонто розташований район Міміко, а на заході — район Лонґ-Бранч .

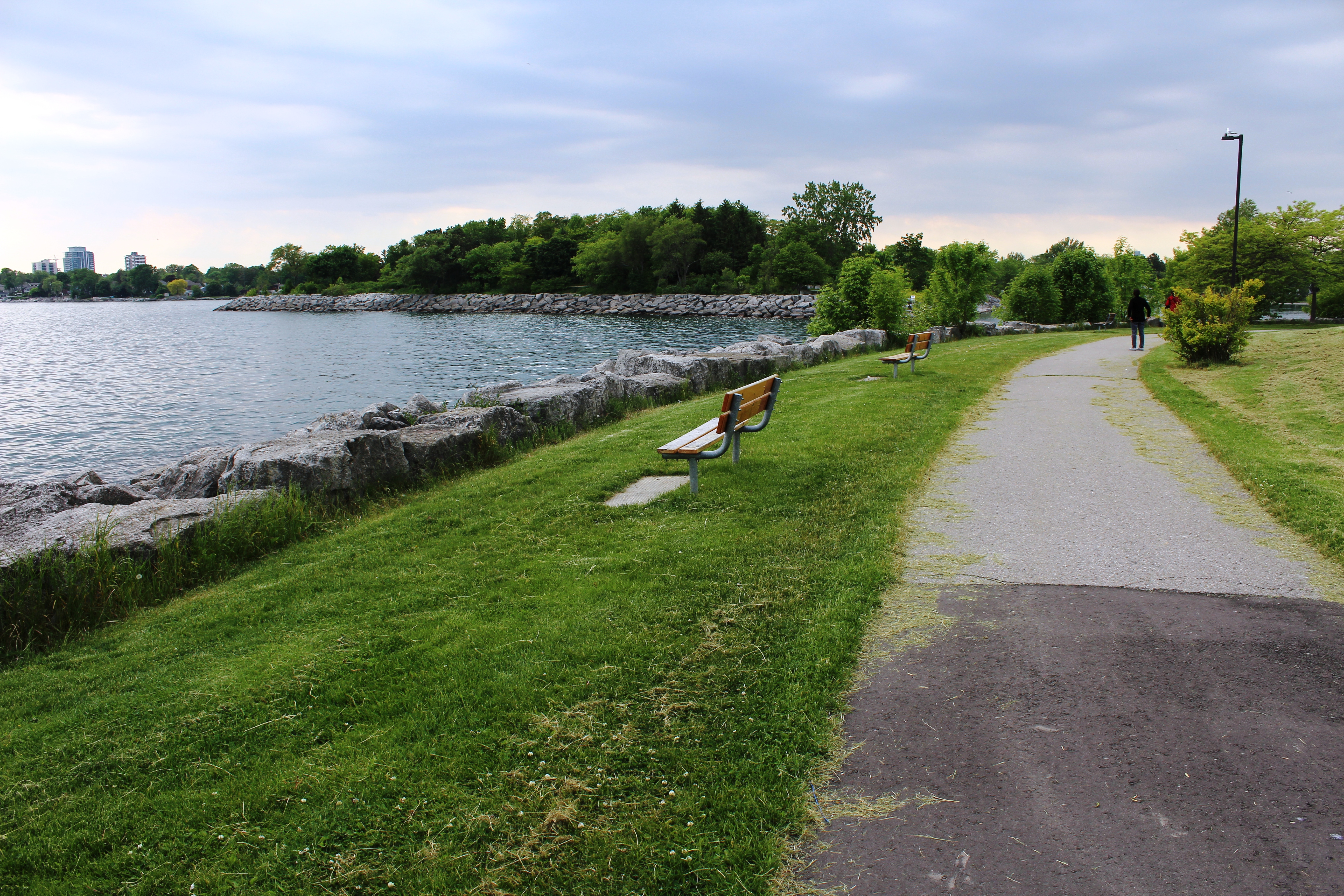
Парк полковника Семюеля Сміта пролягає вздовж набережної Торонто в межах Лейкшор Ґраундс.

## Історія

### Заснування
Найбільшими родинами, що займалися на території, яка згодом стане Нью-Торонто, були сім’я Норткот на сході (на південь від бульвару Лейк-Шор) та сім`я Ґолдторп на заході від Міміко-авеню (тепер Кіплінґ-авеню), де пізніше було збудовано притулок для божевільних, що належав Міміко .
У 1880-х роках ферма Ґолдторп на південь від Лейк-Шор-роуд на захід від Лейк-Шор-Бульвару та на схід від Міміко-авеню була придбана урядом Онтаріо. У 1888 році тут розмістили божевільню Міміко (пізніше відому як психіатрична лікарня Лейкшор). Її було побудовано, щоб зменшити наповненість притулку Торонто на Квін-стріт-Вест (пізніше Центр психічного здоров’я на Квін-стріт, а нині – Центр наркоманії та психічного[що?] здоров’я ).

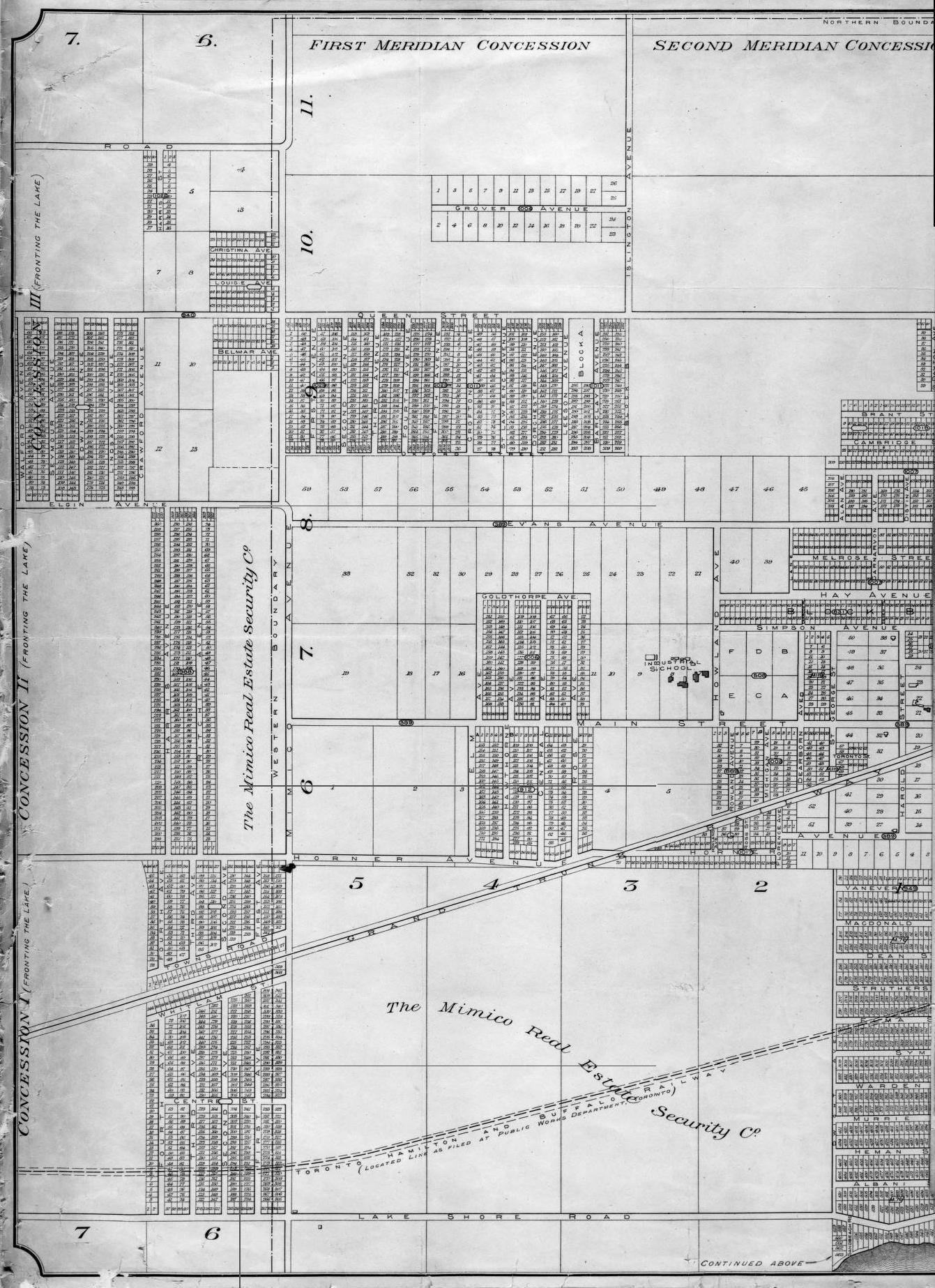
План поділу землі, який пізніше перетворився на Нью-Торонто, 1890 рік.

У 1890 році групою промисловців було подано план поділу землі, а компанія Mimico Real Estate Security Company проклала перші вулиці для містечка Нью-Торонто . Перші підприємства в Нью-Торонто запрацювали до кінця 1890 року. Нью-Торонто було розрекламовано завдяки публікації статті у випуску газети Toronto Globe (нині Globe & Mail) від 25 жовтня 1890 року. під назвою «Зростаюче передмістя Торонто – Нью-Торонто – яким він є і яким він буде» . Нью-Торонто, як індустріальний центр, «мав конкурувати – якщо не перевищувати – «старе» Торонто за обсягами виробництва». Також було зведено кілька будинків для робітників на ранніх вулицях на північ від Лейк-Шор-роуд, поки тривала забудова.
Нью-Торонто було сплановане і спроектоване як окреме «місто», центром якого є виробництво, а також роздрібний бізнес і житлові райони. Місто Нью-Торонто незабаром стало повністю незалежним, самодостатнім муніципалітетом.
Готель Джона Шина (пізніше — The New Toronto Hotel і Almont Hotel) був розташований навпроти території притулку на Міміко-авеню (Кіплінґ авеню) і Лейк-Шор-роуд (нині Лейк-Шор-Бульвар Захід). У 1892 році в Нью-Торонто відкрито своє поштове відділення. На наступний рік пастор методистської церкви Міміко почав проводити окремі богослужіння в Нью-Торонто, започаткувавши будівлю церкви як філію нового методистського округу Міміко у 1909 році .

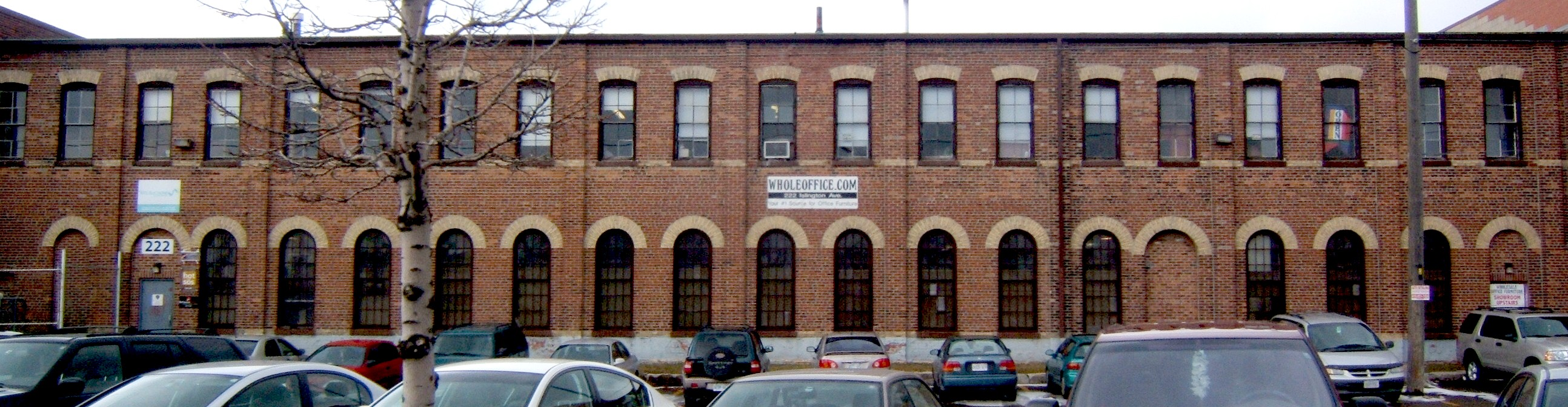
Промислові будівлі вікторіанської доби в Нью-Торонто. Ця територія була в основному промисловою забудовою на початку 20 століття.

Міміко-Ярд (колишня вантажна станція Великої магістральної залізниці ) була заснована в 1906 році, що спонукало багато галузей промисловості до переїзду в Нью-Торонто. Того ж року на Шостій вулиці було відкрито державну школу. Окремий якісний шкільний будинок було відкрито у 1909 році на П'ятій вулиці (Fifth Street Public School) . У 1911 році в Нью-Торонто було завершено будівництво англіканської церкви на честь Св. Маргарет.
Хоча деякі ранні фабричні будинки були побудовані на Шостій вулиці, а пізніше на П’ятій вулиці, житлова забудова в Нью-Торонто з`явилася лише після Першої світової війни. На південь від Лейк-Шор-роуд все ще було поширене сільське господарство. Хоча деякі ріелтори почали рекламувати житло в цій місцевості приблизно в 1910 році, але знадобилося щонайменше десятиліття, поки не з`явилася достатня база місцевих роздрібних магазинів для  постійного місцевого населення.

### Місто Нью-Торонто (1913–1967)
У 1913 році Нью-Торонто було зареєстровано як окремий населений пункт з населенням 500 осіб. У 1915 році методистська церква стала окремою від Мімко методистською парафією. У 1916 році відбувся референдум за приєднання Нью-Торонто до Міміко, який отримав схвалення в Міміко, але не був схвалений жителями Нью-Торонто.
Під час Першої світової війни Нью-Торонто в з’явилися нові галузі промисловості, зокрема Goodyear Tire and Rubber Company заснувала завод у 1916–1917 роках, який швидко став найбільшим роботодавцем у місті. Інші великі галузі промисловості включали: EI du Pont de Nemours and Company завод «Fabrikoid» (1915, пізніше перейменований на «Canadian Industries Limited»), Anaconda American Brass Company of Canada (1922, після того, як перейняла діяльність Browns Copper & Brass Rolling Mills). Ltd., 1915), 
Campbell Soup Co. з Канади (1930), винокурня W & A Gilbey Ltd. (1933) і Continental Can Company of Canada Ltd. (1936).
У 1919 році компанія Loblaws представила свою концепцією «самопокупки» з першою гастротерією Loblaw Groceteria на 2879 Lake Shore Boulevard West в Нью-Торонто .

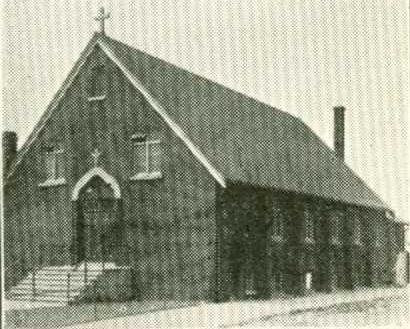
Костел Св. Терези 1937 р. Церква була заснована в Нью-Торонто в 1924 році.

Нью-Торонто стало повністю незалежним містечком у 1920 році . У 1924 році католицька церква Св. Терези була збудована і відділена від католицької церкви Св. Лева у Міміко.
У 1927 році була відкрита нова державна школа на Сьомій вулиці .
Зі створенням Об’єднаної церкви Канади після об’єднання методистської, конгрегаціональної та пресвітеріанської церков, методистська церква Нью-Торонто відкрила нову церковну будівлю, першу, яка була побудована спеціально як об’єднана церква, під назвою Century United Church.

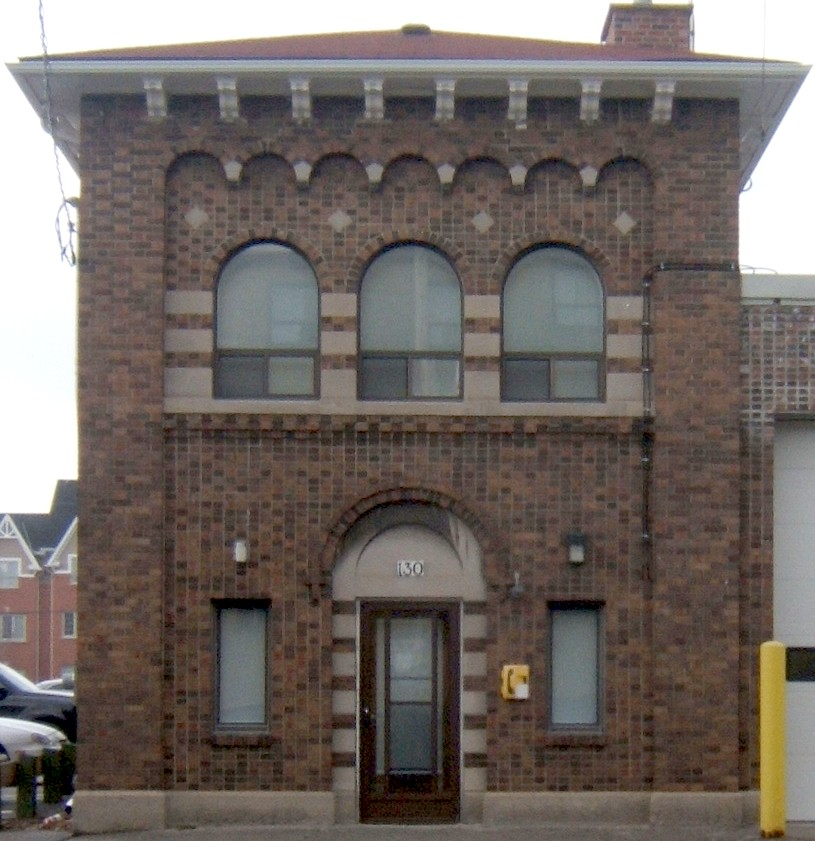
Пожежна частина Нью-Торонто була побудована в 1929 році і досі використовується пожежною службою Торонто.

У 1929 році була побудована пожежна частина Нью-Торонто. Вона була спроектована в італійському стилі і навіть використовувався як Ратуша деякий час. Це пожежне депо існує і до сьогодні і використовується пожежною службою Торонто. Тоді ж новий мер Вільям Джексон пожертвував землю під будівлю публічної бібліотеки. 
Джексон майже безперервно залишався мером до 1952 року . У 1930 році компанія Campbell Soup Company Ltd. вирішила збудувати свою фабрику у Нью-Торонто . У компанії доручили архітекторам Мазерсу та Холденбі побудувати фабрику в стилі ар-деко на Бірмінгем-стріт, 60 (бл. 1931) . У 1947 році Державна школа на П’ятій вулиці згоріла, а її місце замінила нова Державна школа на Другій вулиці . Колишню державну школу на П`ятій вулиці потім перебудували, щоб вона стала ратушею міста Нью-Торонто.
Через велику промислову базу Нью-Торонто була потрібна нова середня школа для навчання та підготовки майбутніх робітників для заводів. У 1951 році була відкрита середня школа Нью-Торонто (NTSS). Навчальна програма NTSS була сфокусована на науках і необхідних кваліфікованих професіях (тобто обчислення, геометрія, фізика, біологія, автомеханіка, деревообробка, механічний цех, електротехнічні майстерні) для того щоб готувати місцеве наслення для місцевих фабрик.
У 1953 році місто Міміко, місто Нью-Торонто, селище Лонґ-Бранч, селище Етобіко, селище Свонсі, селище Форест-Гілл, місто Вестон, місто Лісайд, містечко Іст-Йорк, селище Норт-Йорк, селище Йорк, селище Скарборо і місто Торонто об’єдналися, щоб створити новий спільний рівень управління: Метрополітен Торонто, тобто муніципалітети, що входили в найближчу агломерацію Торонто були об`єднані. Кожен муніципалітет зберіг власну міську раду та уряд, але кілька відділів інфраструктури було передано Торонто. Це тривало до 1967 року, коли кількість муніципалітетів на території Метрополітену Торонто було скорочено.
Щоб обслуговувати численне місцеве неалення населення українців, яке оселялися в цій місцевосіт протягом багатьох років, у 1954 році було побудовано Українську Греко-Католицьку церкву Святого Михайла на Шостій Вулиці. Хоча багато українських і польських іммігрантів жили в Нью-Торонто та навколишніх громадах на початку 20-го століття, більшість з них прибуло після розпаду комуністичного блоку в 1989 році.
У 1967 році місто Нью-Торонто було об’єднано з іншими муніципалітетами Лейк-Шор (місто Міміко та поселенням Лонґ-Бранч) з Етобіко, щоб створити новий район Етобіко. Пізніше Етобіко став окремим містом у 1984 році. У 1998 році Етобіко було об’єднано з іншими муніципалітетами Торонто, щоб утворити нинішнє місто Торонто.
У травні 1987 року відбулися великі зміни: Goodyear Canada Inc., яка була найбільшим роботодавцем у Нью-Торонто, закрила свій завод, що призвело до загальної втрати робочих місць у Нью-Торонто . Зараз на території де був розташований завод стоять декілька житлових кооперативів, таунхауси, квартири та парк . Відділення бібліотеки у Нью-Торонто було знесене в 1993 році і згодом був збудований новий будинок бібліотеки .
Недавні спроби омолодити Нью-Торонто включають захист промислових земель, що залишилися, для працевлаштування. Будинки та територія колишнього притулку для божевільних Міміко стали новим місцем кампусу Гамбер коледжу. Нова Лейкшор Лайонс Арена була побудована на території колишнього заводу W&A Gilbey.
Враховуючи те, що в районі майже 10% населення поляки тут відчутно великий вплив польської діаспори: є численні магазини та пекарні з польськими та східноєвропейськими продуктами. Офіс польської кредитної спілки, польський католицький костел.

## Освіта

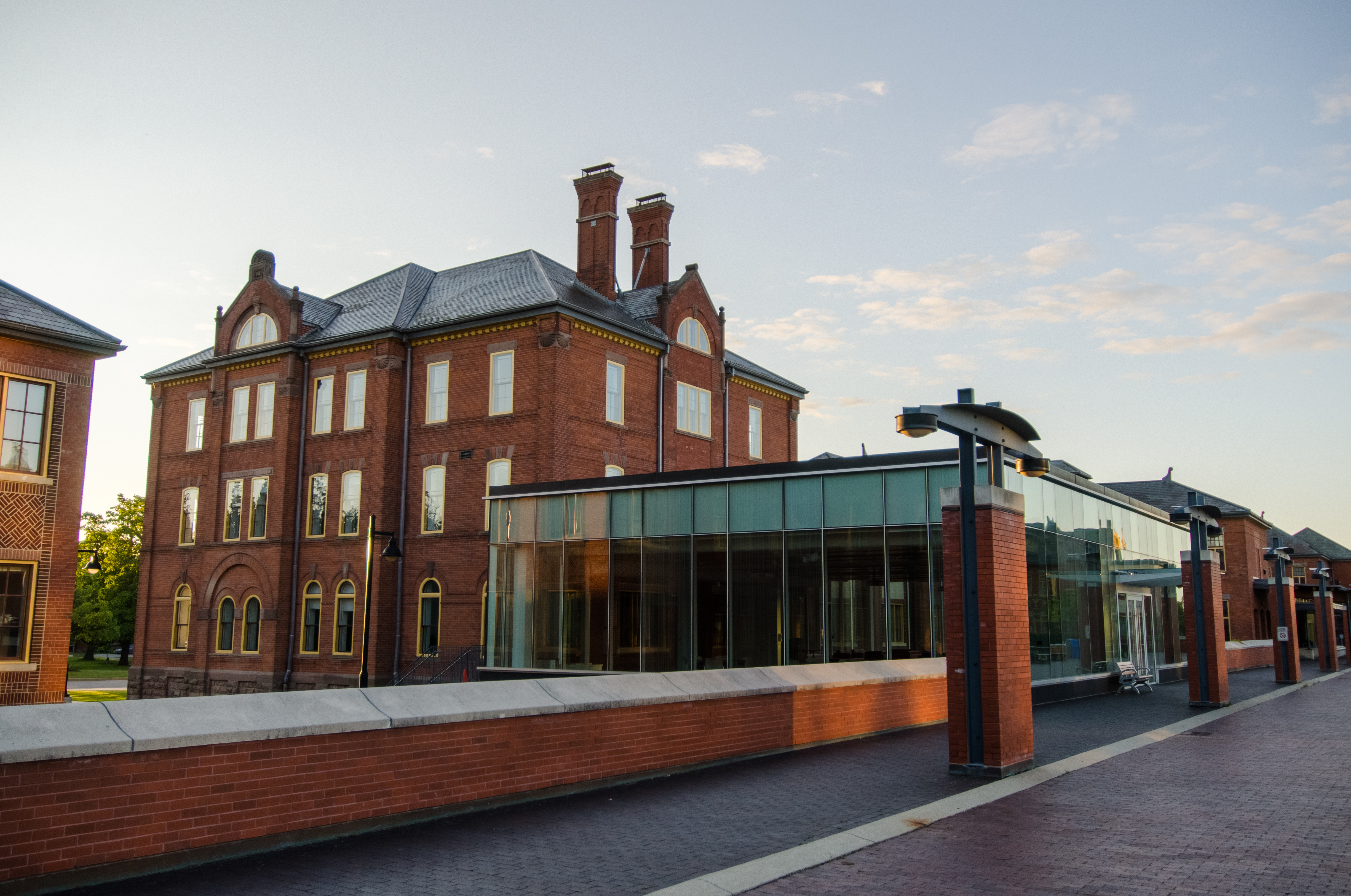
Будівля G Гамбер коледжу в Нью-Торонто.

У Нью-Торонто розташований Лейкшорський кампус Гамбер колудж. Коледж є вищим державним навчальним закладом. Лейкшорський кампус розташований на території колишньої психіатричної лікарні Міміко (згодом перейменованої на Лейкшорську психіатричну лікарню), біля початку Кіплінґ авенб (первинної Вісімнадцятої вулиці).

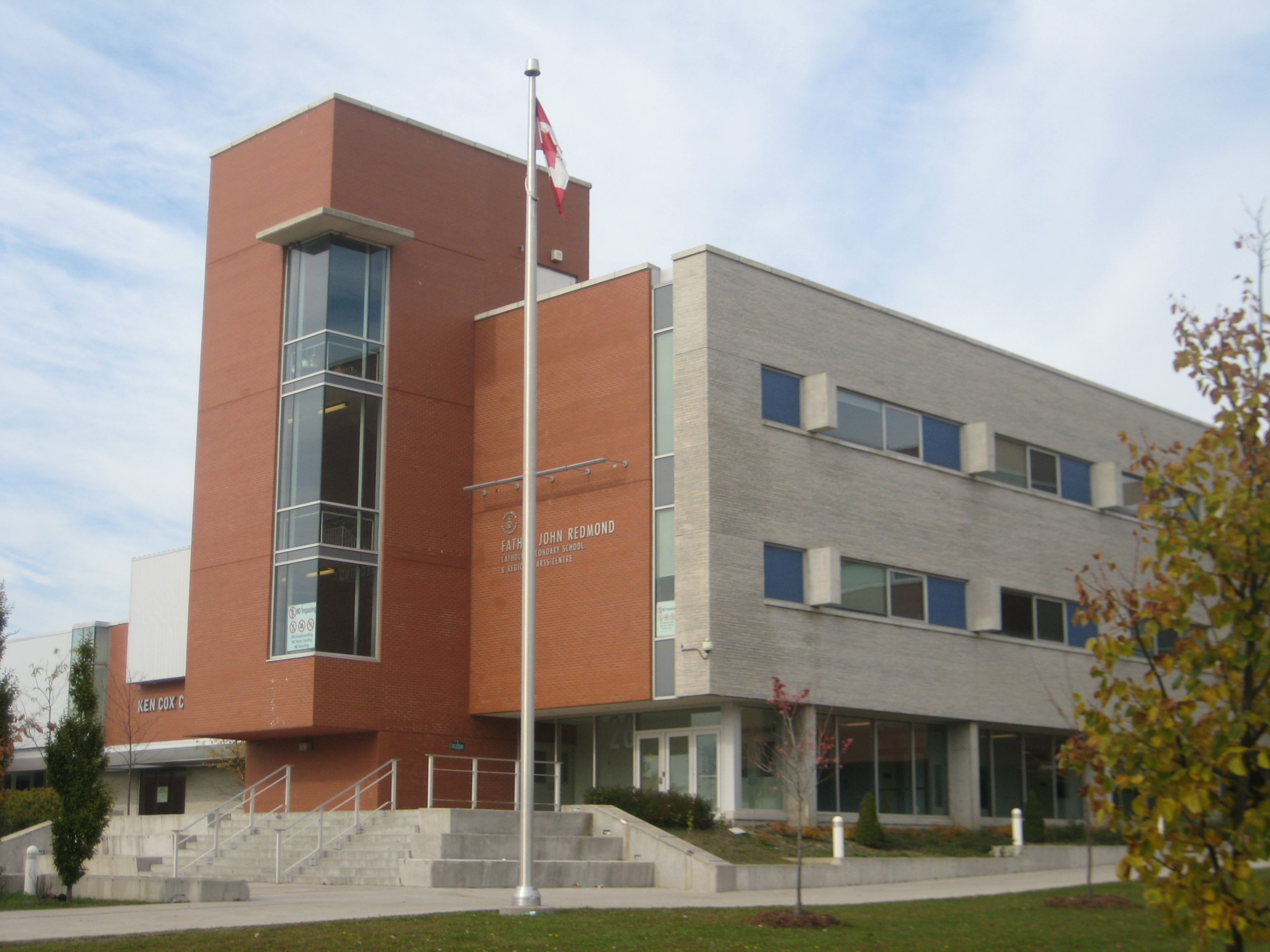
Католицька середня школа імені отця Джона Редмонда та Регіональний центр мистецтв є великою окремою державною середньою школою, яка обслуговує цей район.

## Демографія
У 2016 році в районі Нью-Торонто проживало 11 463 жителів.  66% населення розмовляють англійською як рідною мовою, 5,2% розмовляють польською, 2,9% розмовляють тагальською та 2,5% розмовляють іспанською.
Основні етнічні групи (2016):
- 66% білі ; 17,6% британці, 15,4% ірландці, 15,4% шотландці, 9,6% поляки
- 11% чорні ; 3,7% ямайського походження
- 5,1% вихідці з Південної Азії ; 4,4% індійців

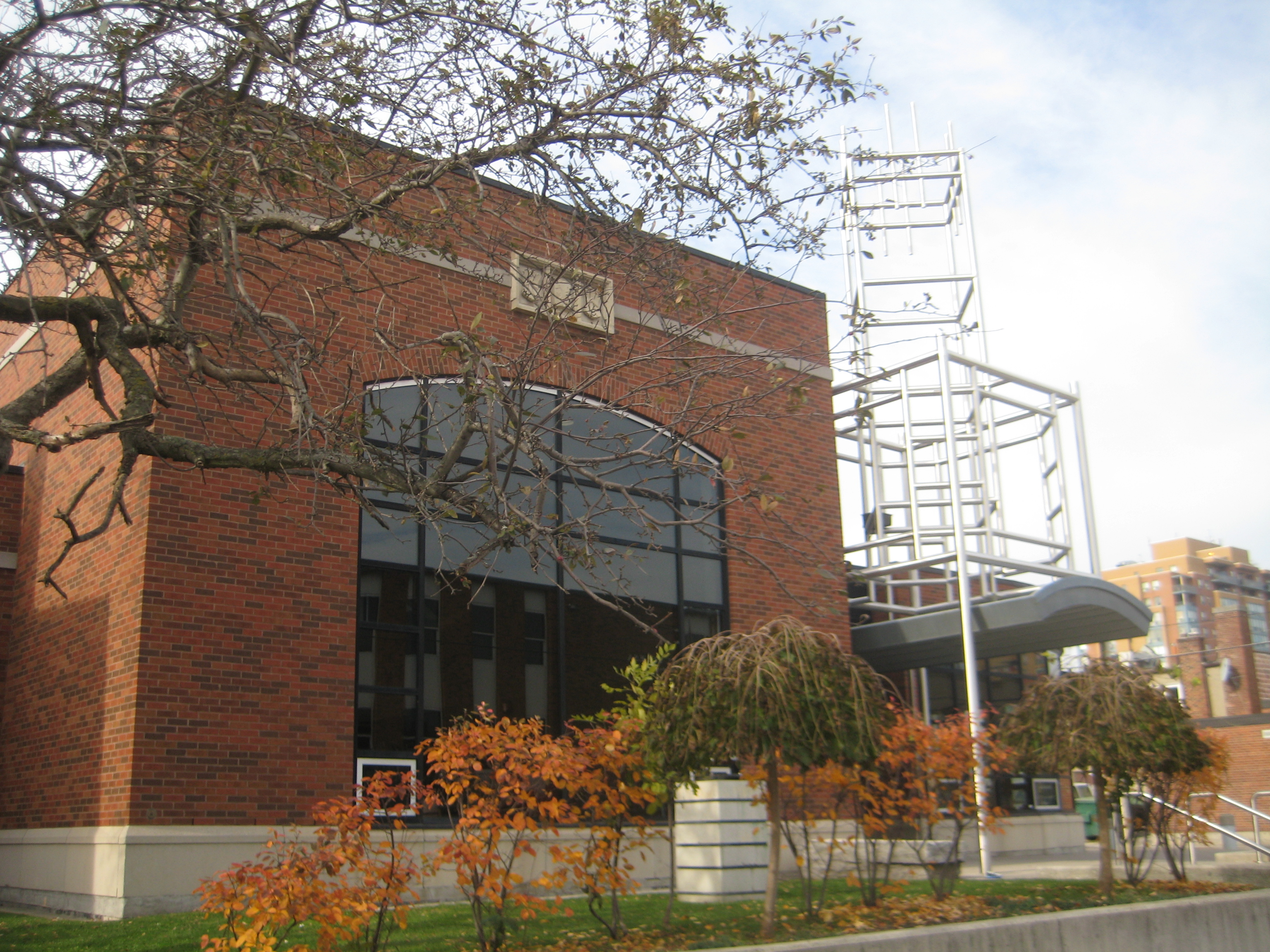
Відділення Публічної бібліотеки Торонто в Нью-Торонто.

- 3,5% філіппінці